# Sam Todd
Sam Todd (* 21. März 2003 in Pontefract) ist ein englischer Squashspieler.

## Karriere
Sam Todd war bereits im Juniorenbereich auf nationaler Ebene sehr erfolgreich. Er gewann in über alle Altersklassen hinweg mehrfach die englischen und die britischen Meisterschaften. Zudem wurde er mehrfach Junioren-Europameister mit der Mannschaft und belegte mit ihr 2018 in Chennai den zweiten Platz bei den Weltmeisterschaften.
Er spielte 2018 erstmals und seit 2021 regelmäßig auf der PSA Squash Tour, auf der er bislang acht Titel gewann. Den ersten sicherte er sich in der Saison 2021/22 im August in Pontefract und gewann im Saisonverlauf außerdem noch Turniere in Sutton Coldfield und Philadelphia. In der Saison 2022/23 gewann er zwei Titel, jeweils in Atlanta und Weybridge. Kurz darauf musste Todd verletzungsbedingt aufgrund eines Os-trigonum-Syndroms fast zwei Jahre pausieren.
Todd gab im Januar 2025 sein Comeback und gewann bei seinen ersten drei Turnierteilnahmen in Medicine Hat im Januar, in Vernon Hills im Februar und in Lethbridge im  März sämtliche Titel. Beim vierten Turnier im April in Rochester endete Todds ungeschlagener Lauf mit einer Finalniederlage gegen Omar Said. Seine höchste Platzierung in der Weltrangliste erreichte er mit Rang 65 im April 2022.

## Erfolge
- Gewonnene PSA-Titel: 8